# Saint-Just-en-Chaussée
Saint-Just-en-Chaussée é uma comuna francesa no departamento de Oise, na região administrativa de Altos da França. Estende-se por uma área de 14,66 km². Em 2010 a comuna tinha 6 079 habitantes (densidade: 414,7 hab./km²).